# Euphyia impersonata
Euphyia impersonata är en fjärilsart som beskrevs av Walker 1863. Euphyia impersonata ingår i släktet Euphyia och familjen mätare. Inga underarter finns listade i Catalogue of Life.